# Kvarteret Iason

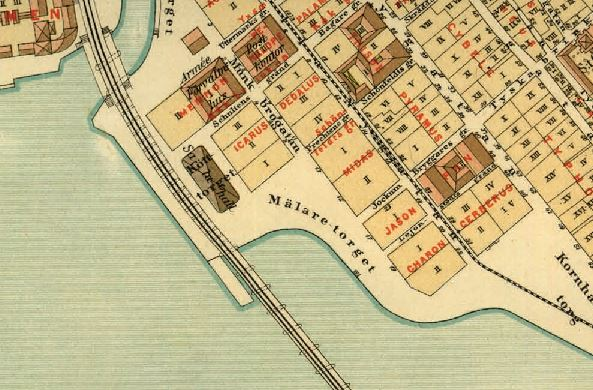
Kvarteret Iason m.fl. på A.R. Lundgrens karta, 1885.

Kvarteret Iason (äldre skrivning Jason) är ett kvarter i Gamla stan i Stockholm. Kvarteret omges av Tyska brinken i norr, Lilla Nygatan i öster, Lejonstedts gränd i söder och Mälartorget i väster.  Kvarteret består av en fastighet: Iason 1. Enligt arkitekturhistorikern Fredric Bedoire ”visar sig byggnaden åt Lilla Nygatan med en av Stockholms finaste 1870-talsfasader”.

## Namnet
Nästan samtliga kvartersnamn i Gamla stan tillkom under 1600-talets senare del och är uppkallade efter begrepp (främst gudar) ur den grekiska och romerska mytologin. ”Jason” var i den grekiska mytologin en hjälte, mest känd för att ha hämtat det gyllene skinnet tillsammans med argonauterna och trollkvinnan Medea (se kvarteret Medea).

## Kvarteret

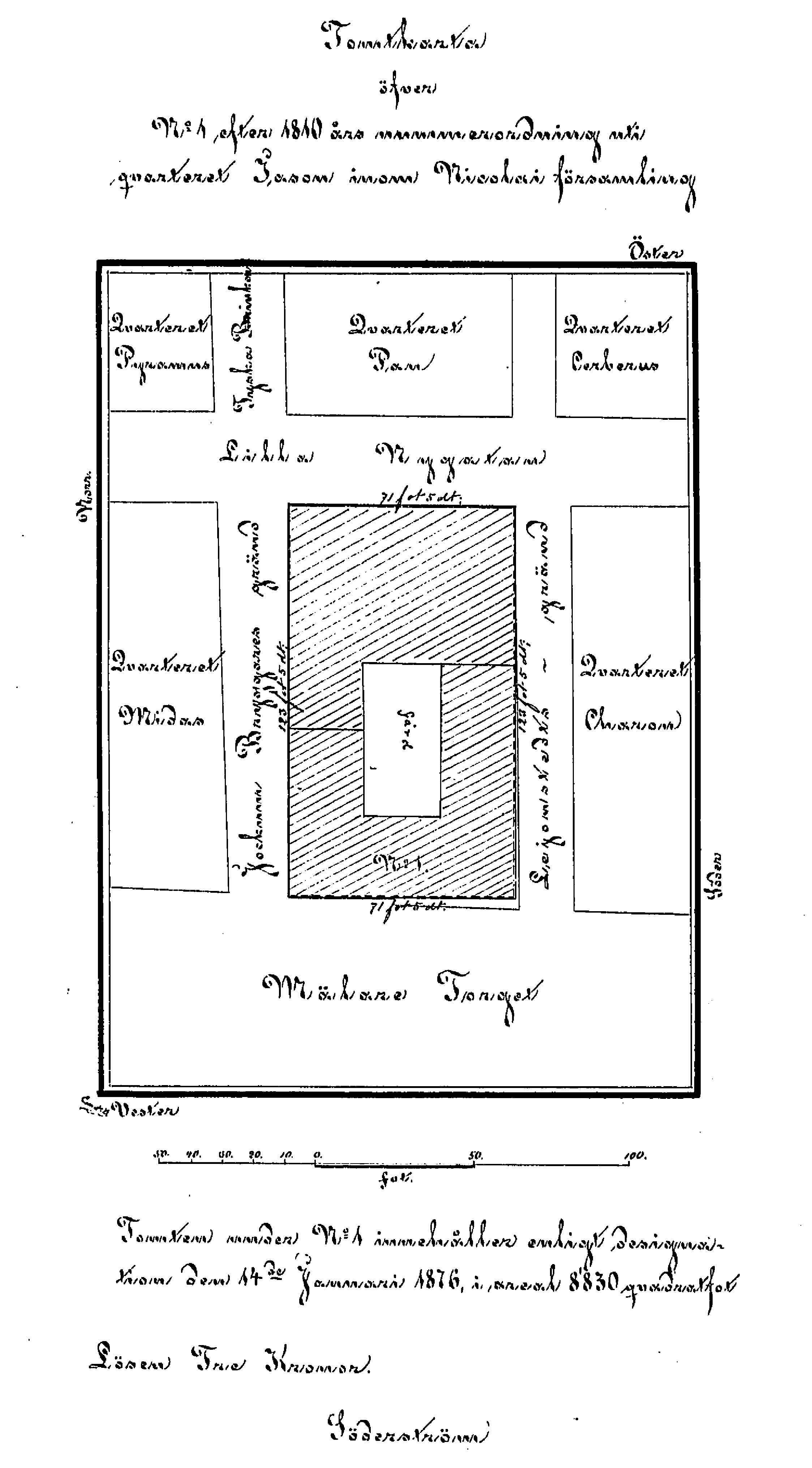
Tomtkarta från 1876.

På medeltiden låg området för dagens kvarter Iason under Mälarens vatten och en bra bit utanför den äldre stadsmuren (se Stockholms stadsmurar).  Strandlinjen flyttades successivt utåt genom landhöjningen, och framför allt genom konsekventa utfyllnader vid stränderna. Kvarteret Iason planlades redan vid 1640-talets reglering av sydvästra Stadsholmen men marken utfylldes först i början av 1700-talet. På Petrus Tillaeus karta från 1733 har kvarteret nummer 62 och en rektangulär form. 
På 1750-talet uppfördes i kvarteret ett stort magasin för ett av stadens sockerbruk. Ägarna var sockerbruksintressenterna, som hade sin verksamhet redan i grannkvarteret Midas. Det nya magasinet sträckte sig genom hela kvarteret. I bottenvåningen fanns sex kryssvalv och däröver reste dig två låga magasinsbottnar och ett högt, valmat tak. 
År 1816 lät dåvarande ägare, Fredric Sterky, inreda bostäder i magasinets övre våningar. På norra sidan mot Tyska brinken byggdes 1819 även en flygel i två plan som inreddes 1867 som affärslokal för grosshandlaren Frans Schartau, som hade sin handelsbod med entré från Mälertorget. 
Nästa stora utbyggnad skedde mellan 1876 och 1877 då den lägre, nuvarande byggnadskroppen mot Mälartorget uppfördes med handelsmannen Carl Christian Söderström (1824–1904) som beställare. Då revs även samtliga gårdsbyggnader. Vid samma tid tillkom en pendang till norra flygeln längs med Lejonstedts gränd. Arkitekt är okänd och fasaden hade i planeringsstadiet ett mycket enkelt utförande, som en överstruken fasadritning från 1876 visar.
Arkitekten Albert Törnqvist anlitades sedan och smyckade huset mot torget med rik putsdekor. Samtidigt stod han för en ombyggnad av den äldre husdelen mot Lilla Nygatan och försåg den även med fasadutsmyckningar, som består av detaljrika partier i tunn relief, riklig utsirade pilaster och svängda fönsteröverstycken samt som balustrader utformade fönsterbröstningar. Fasaden hör idag till en av Stockholms vackraste från 1870-talet.

## Ritningar från 1870-talet

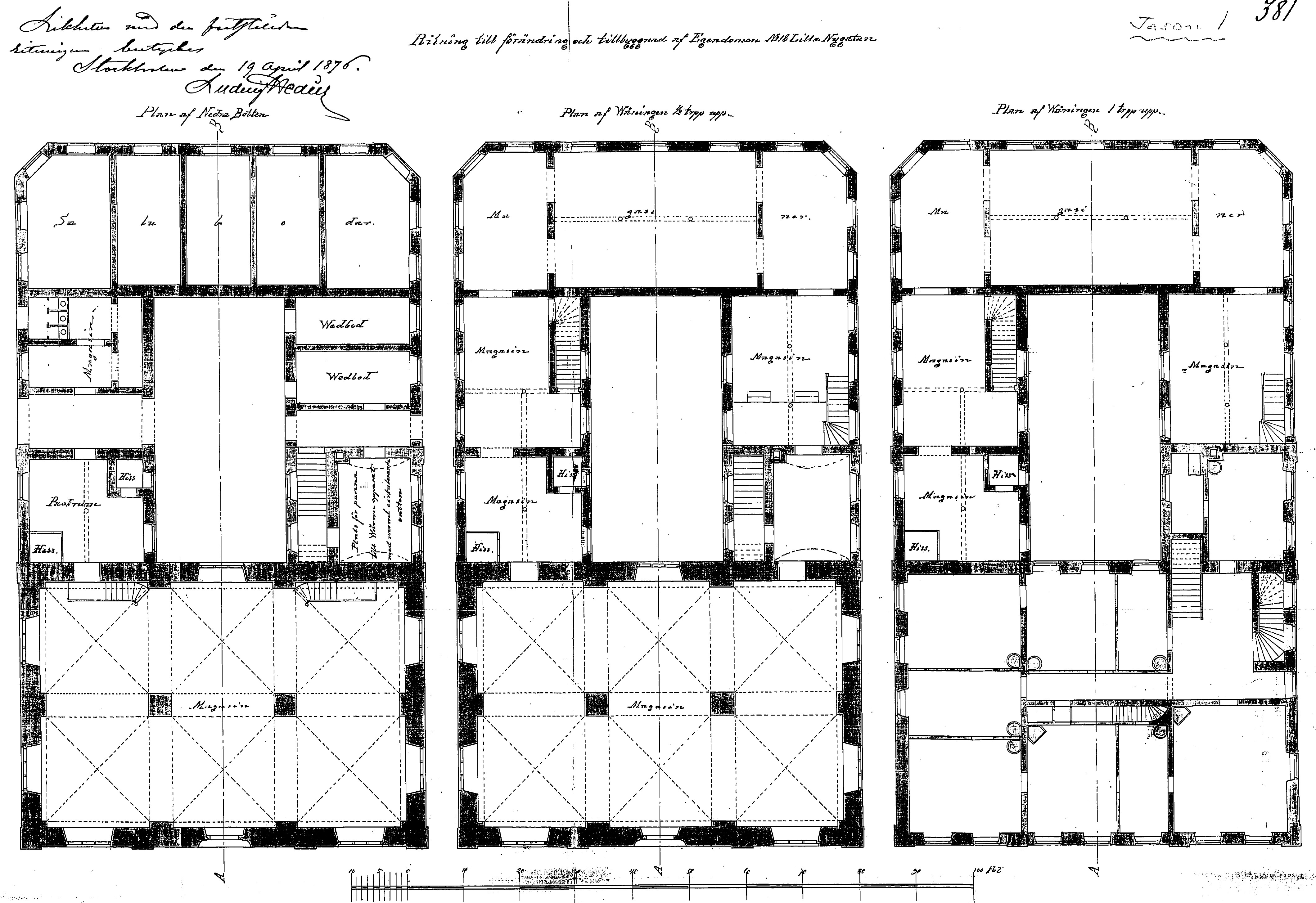
Planritningar, nedre botten, ½ trappa upp och 1 trappa upp.
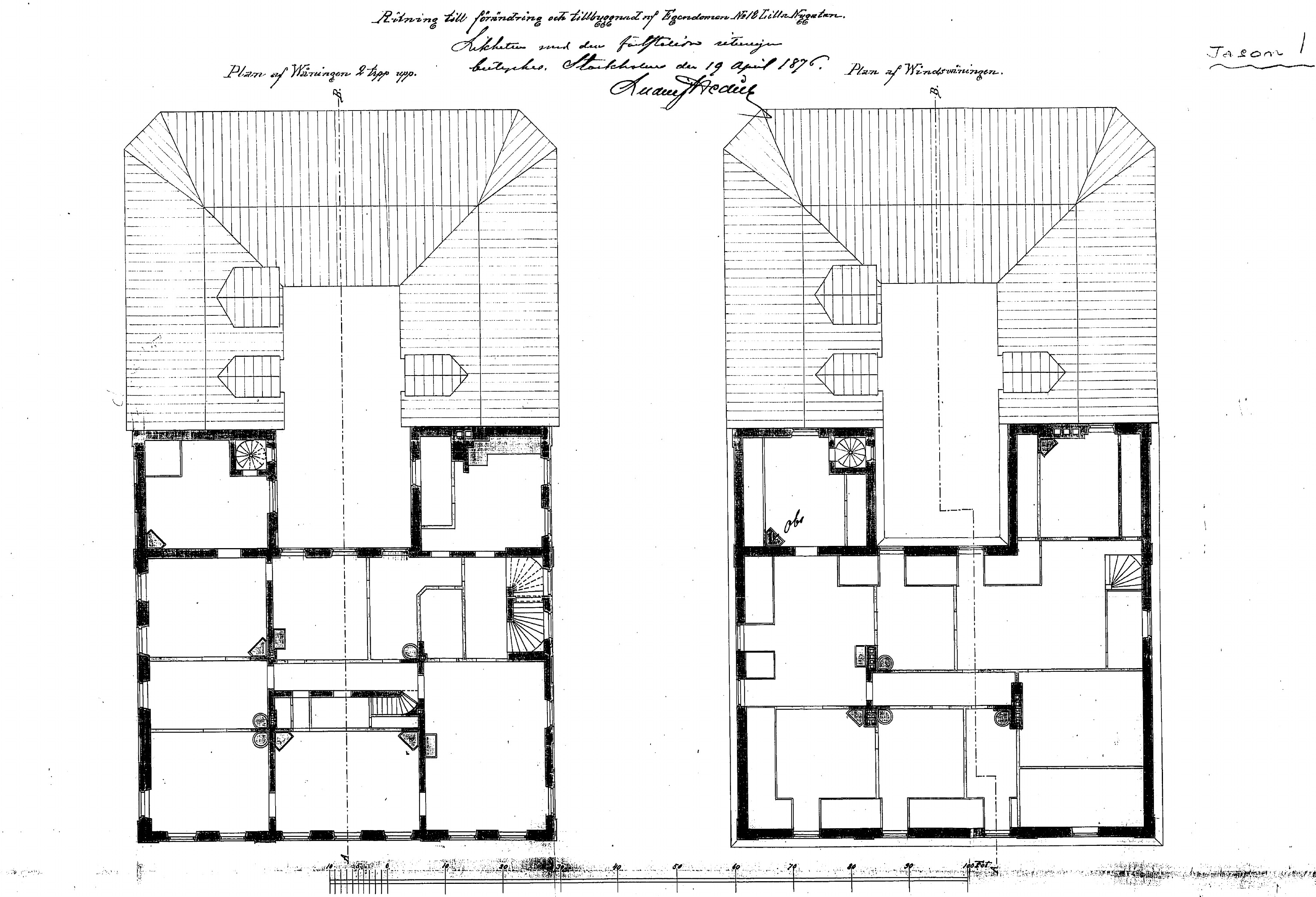
Planritningar, 2 trappor upp och vindsvåning.
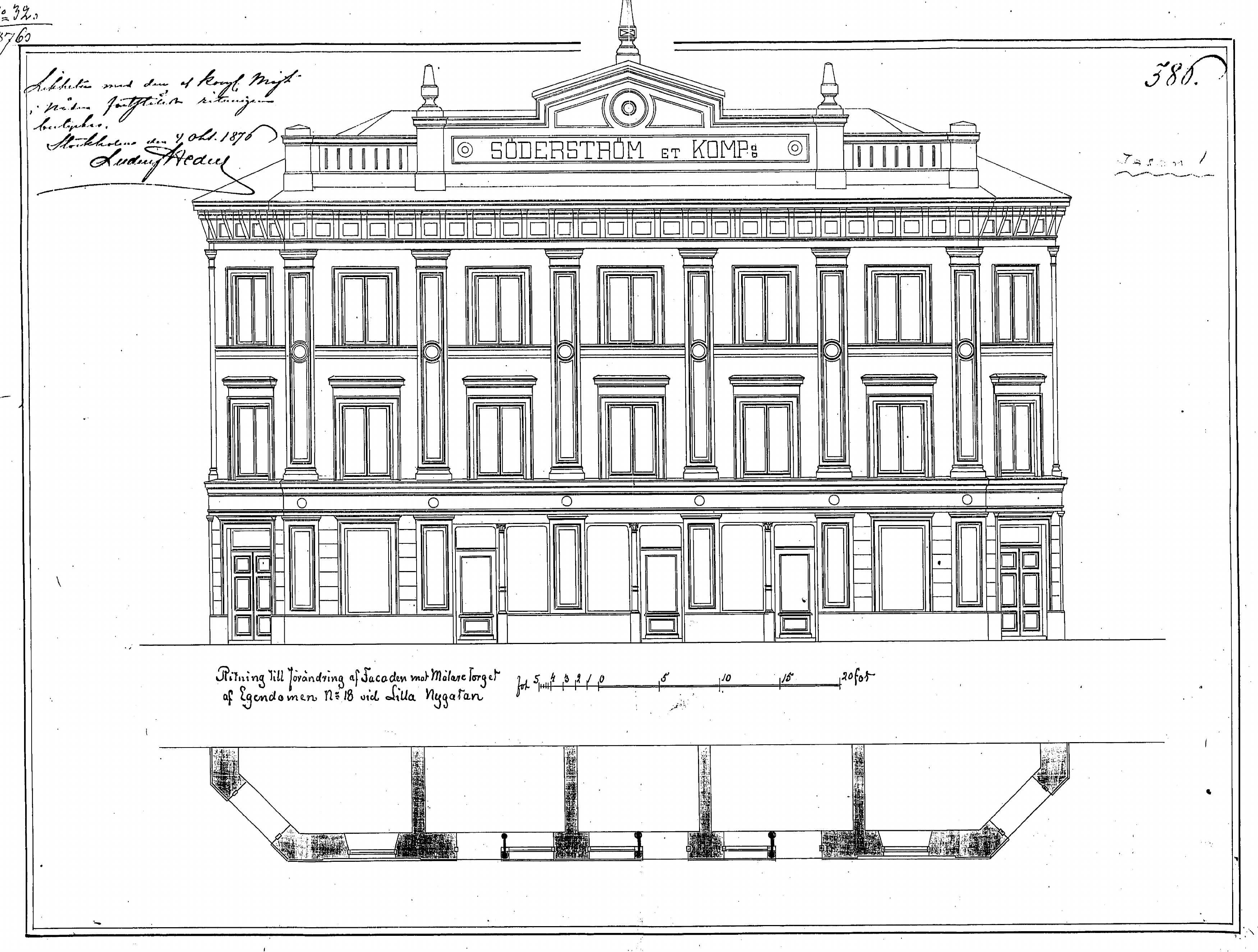
Fasad mot Mälertorget.
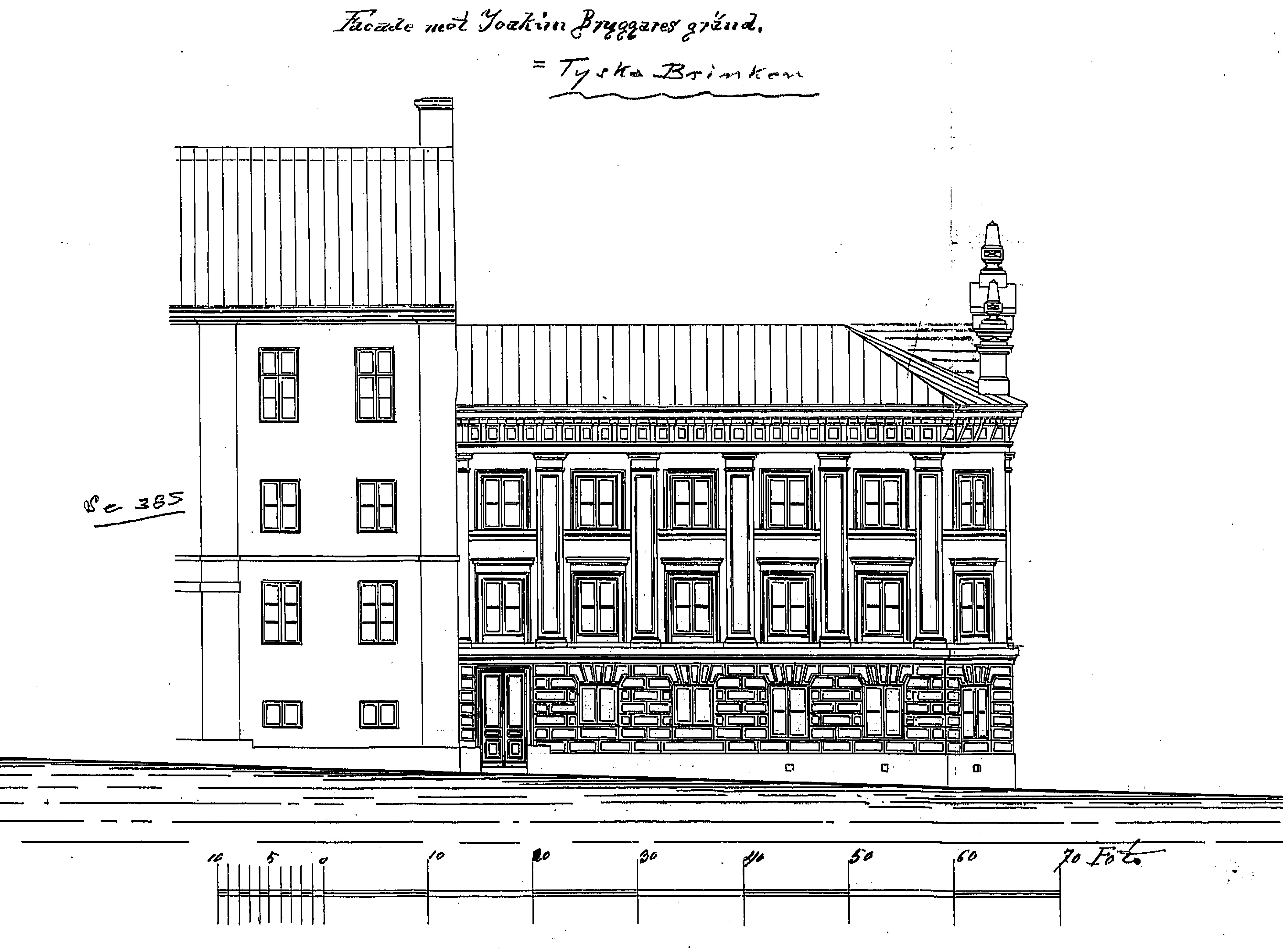
Fasad mot Tyska brinken.
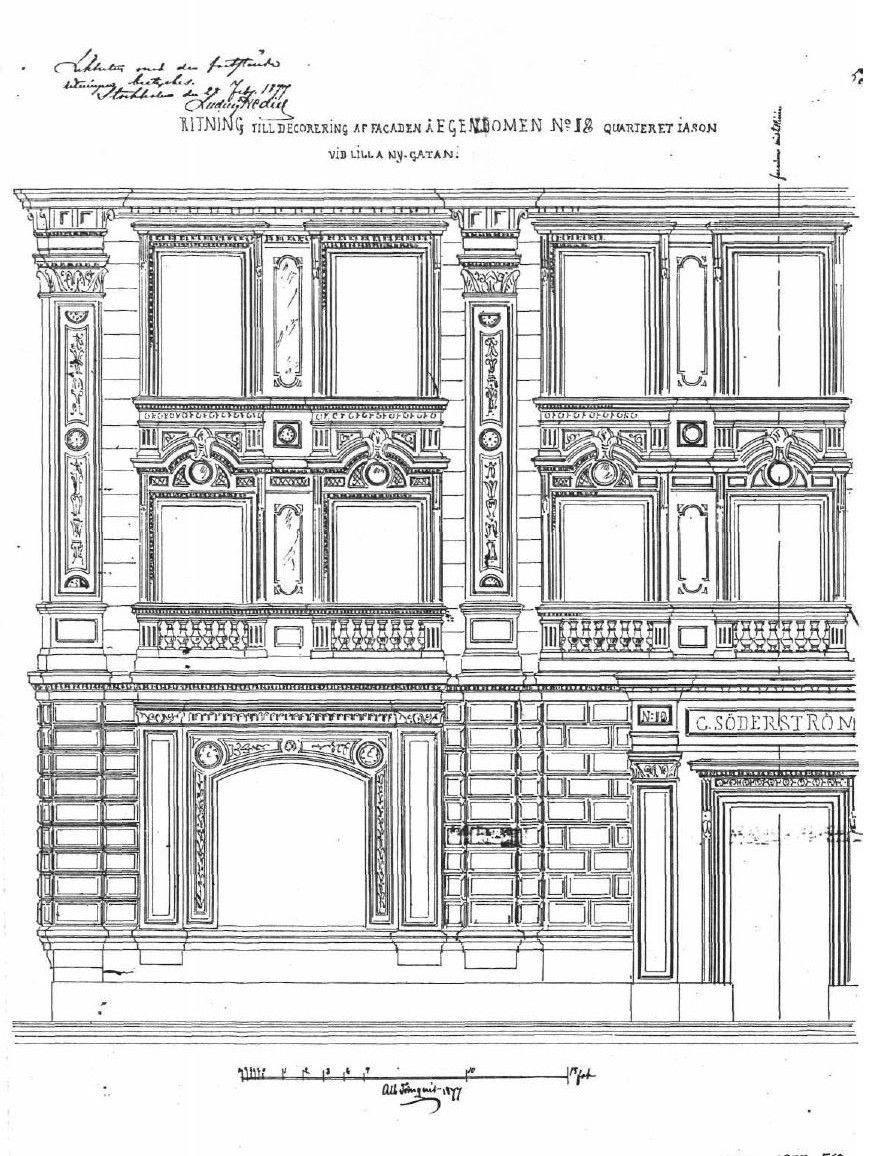
Fasadstudie, fasad mot Lilla Nygatan.

## Husets vidare öden
Byggnaden mot Mälartorget hade under många år handelsbodar i bottenvåningen och de övre våningsplanen nyttjades som magasin. Husets takkrön syns långt över Riddarfjärden och blev en omtyckt plats för reklamtext, exempelvis för Söderström & Co respektive Söderström & Co Efterträdare och Aktiebolaget Lavéns Koks och Kol som hade parti- och minutförsäljning av bland annat kol, koks, träkol, briketter och ved men även av diverse trävaror och snickerier.

### Källaren P.B.
Under cirka 50 år lyste skylten Källaren P.B. på huset. Numera finns där ingen reklamtext längre. Källaren P.B. (P.B. stod för Par Bricole) flyttade in redan 1904 under ledningen av källarmästaren C.G. Spannert och hade sina lokaler mot Lilla Nygatan 18. I P.B.-källaren framträdde stora visartister, bland dem Fred Åkerström, som här 1963 hade sitt definitiva genombrott. Källaren P.B. fanns kvar till omkring 1970 då den ersattes av pizzerian ”Piraten” och sedan av en filial till Systembolaget som stängde sin butik den 31 december 2012.

## Historiska bilder

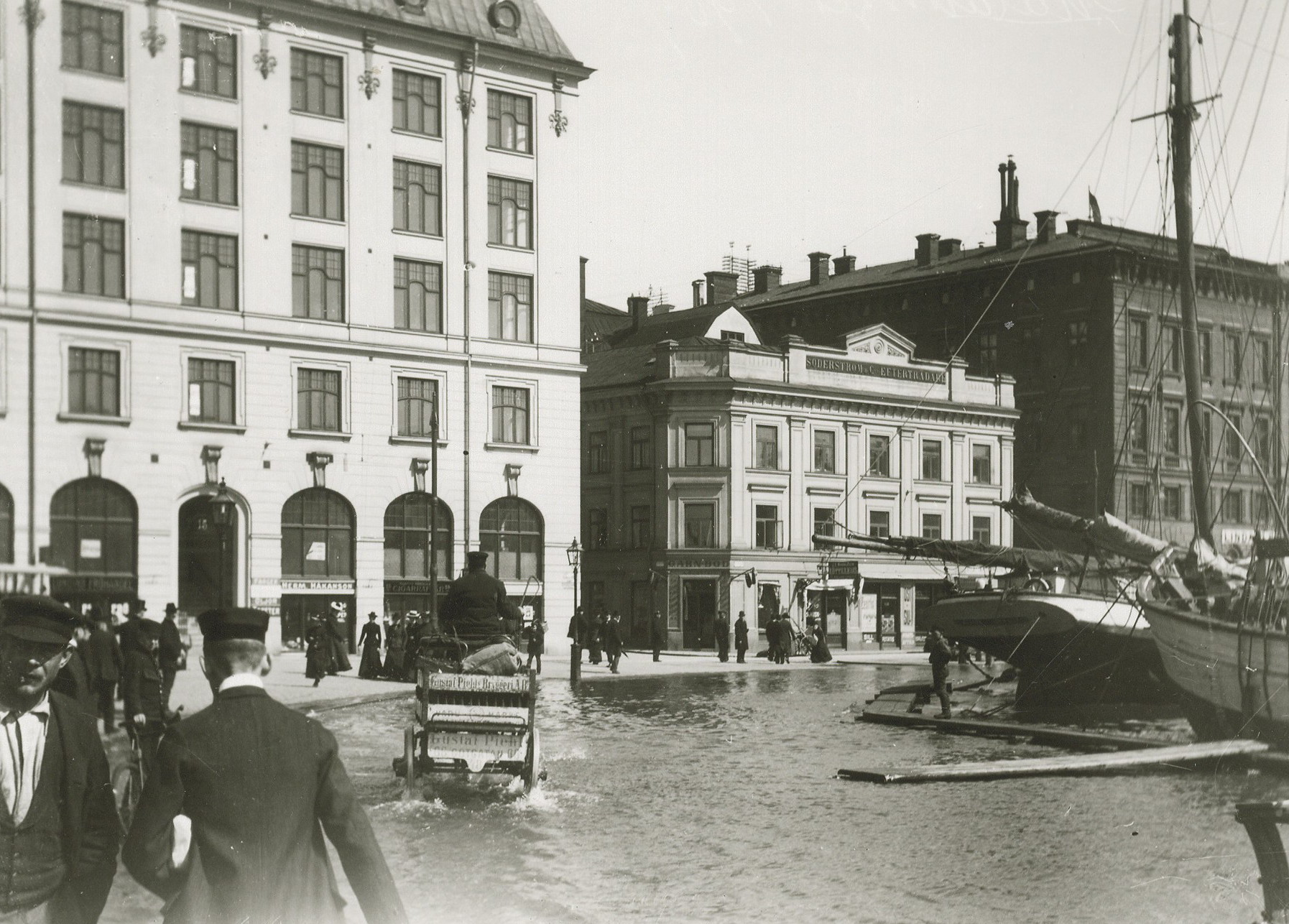
Reklam för "Söderström & Co Efterträdare" 1904.
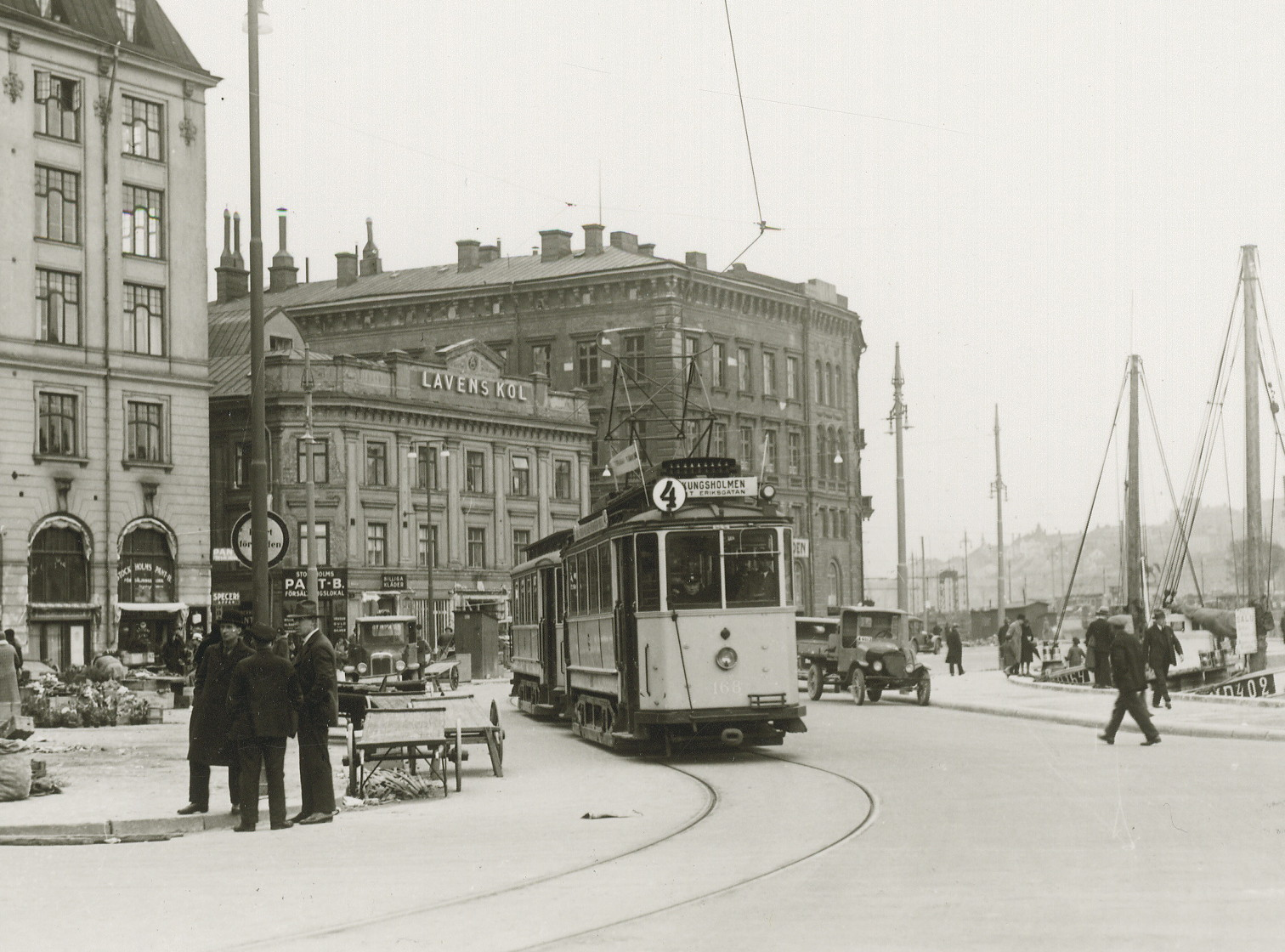
Reklam för "Lavéns kol" på 1920-talet.
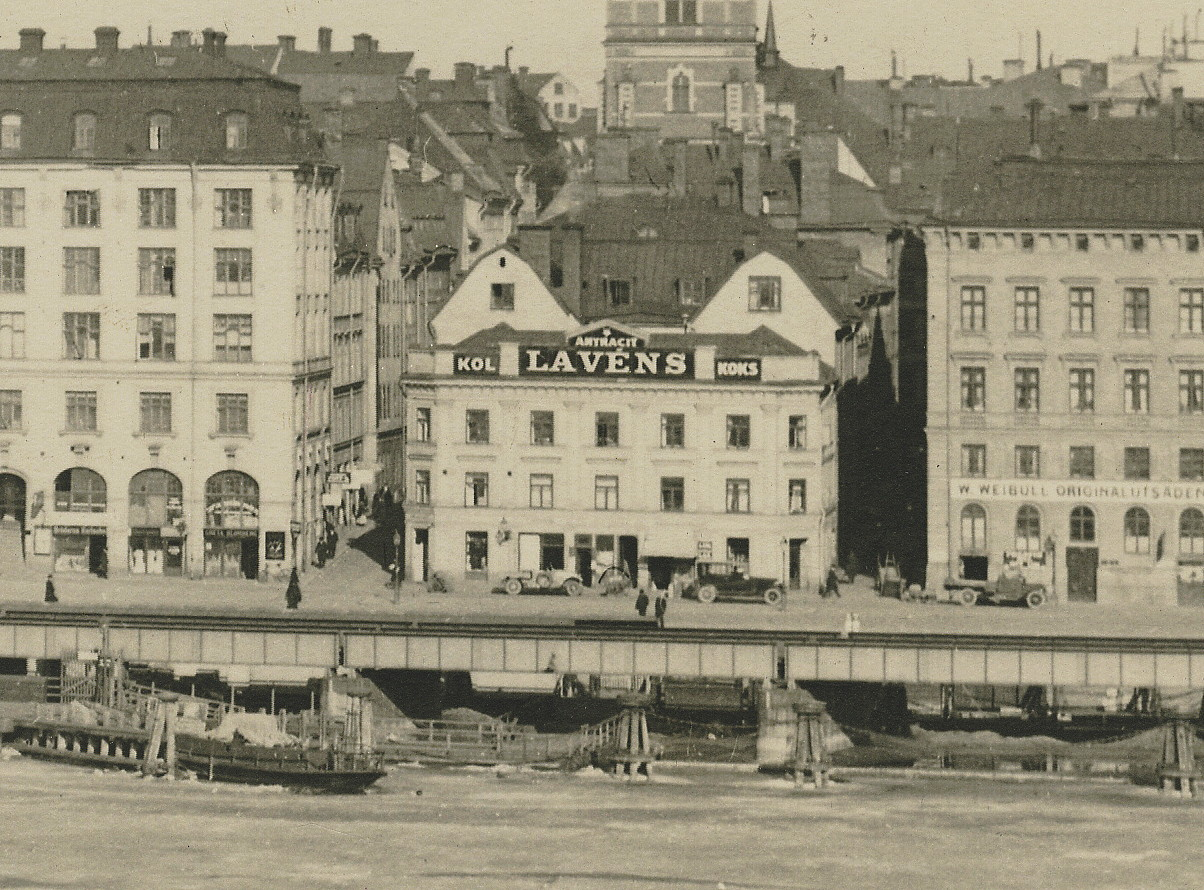
Reklam för "Lavéns antracit, koks och kol" på 1920-talet.
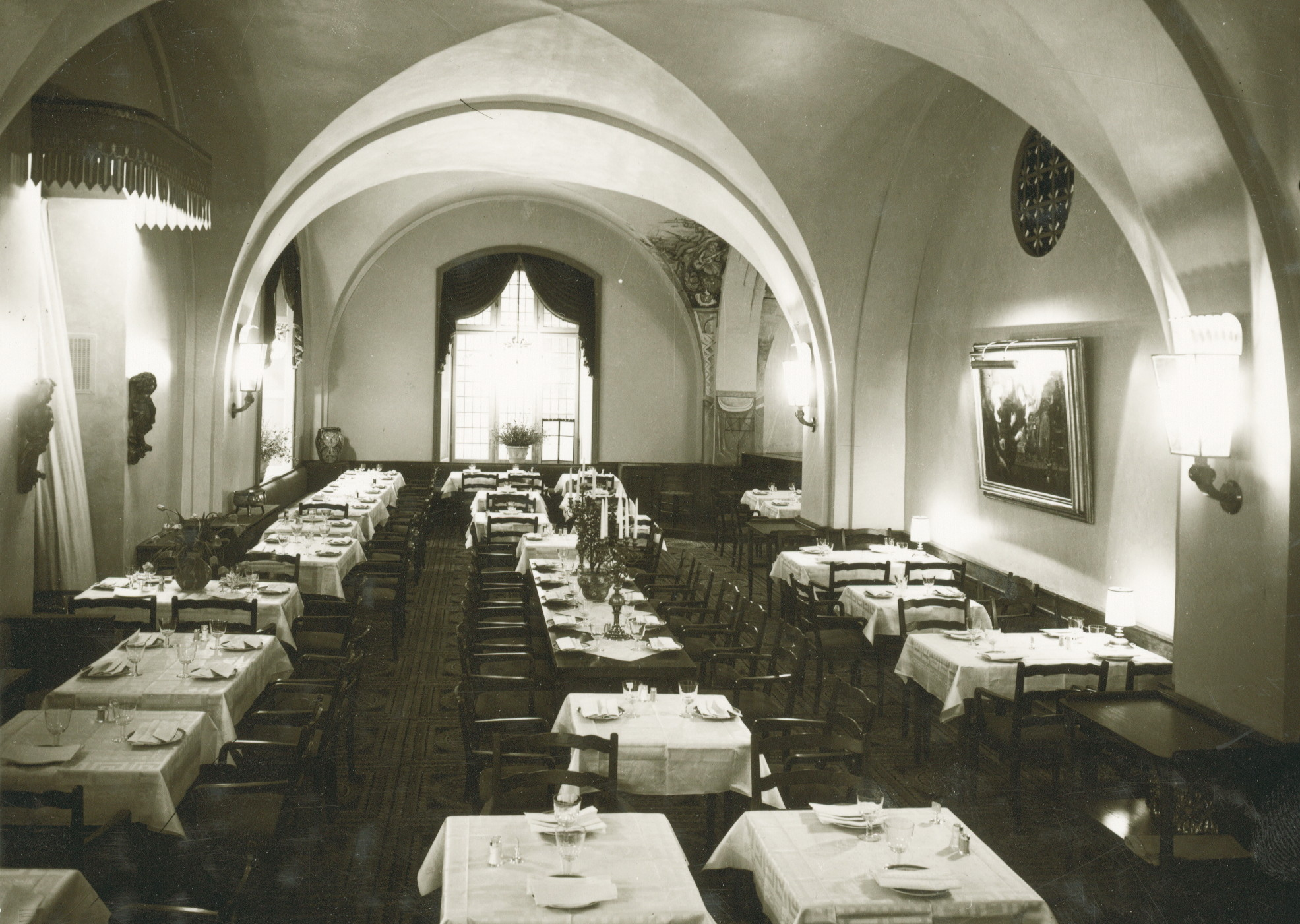
Källaren P.B.s matsal, 1932.
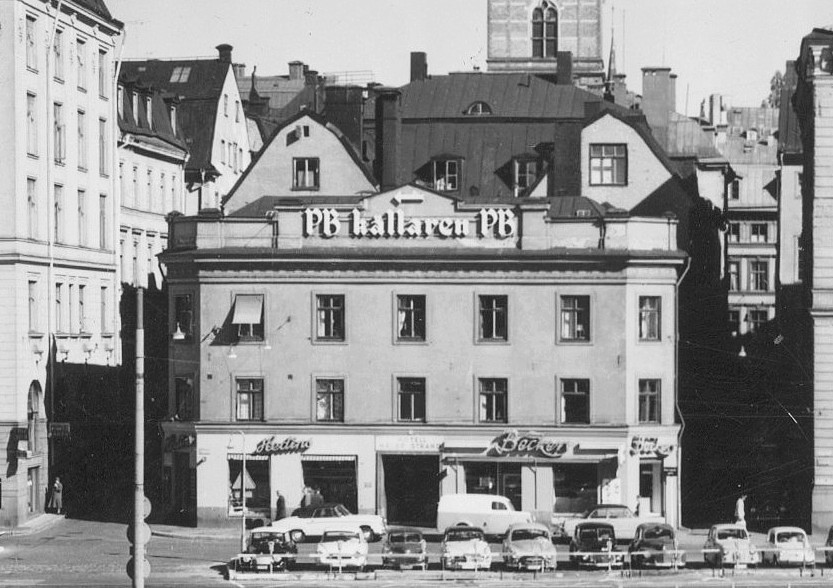
Reklam för "Källaren P.B." på 1950-talet.

## Nutida bilder

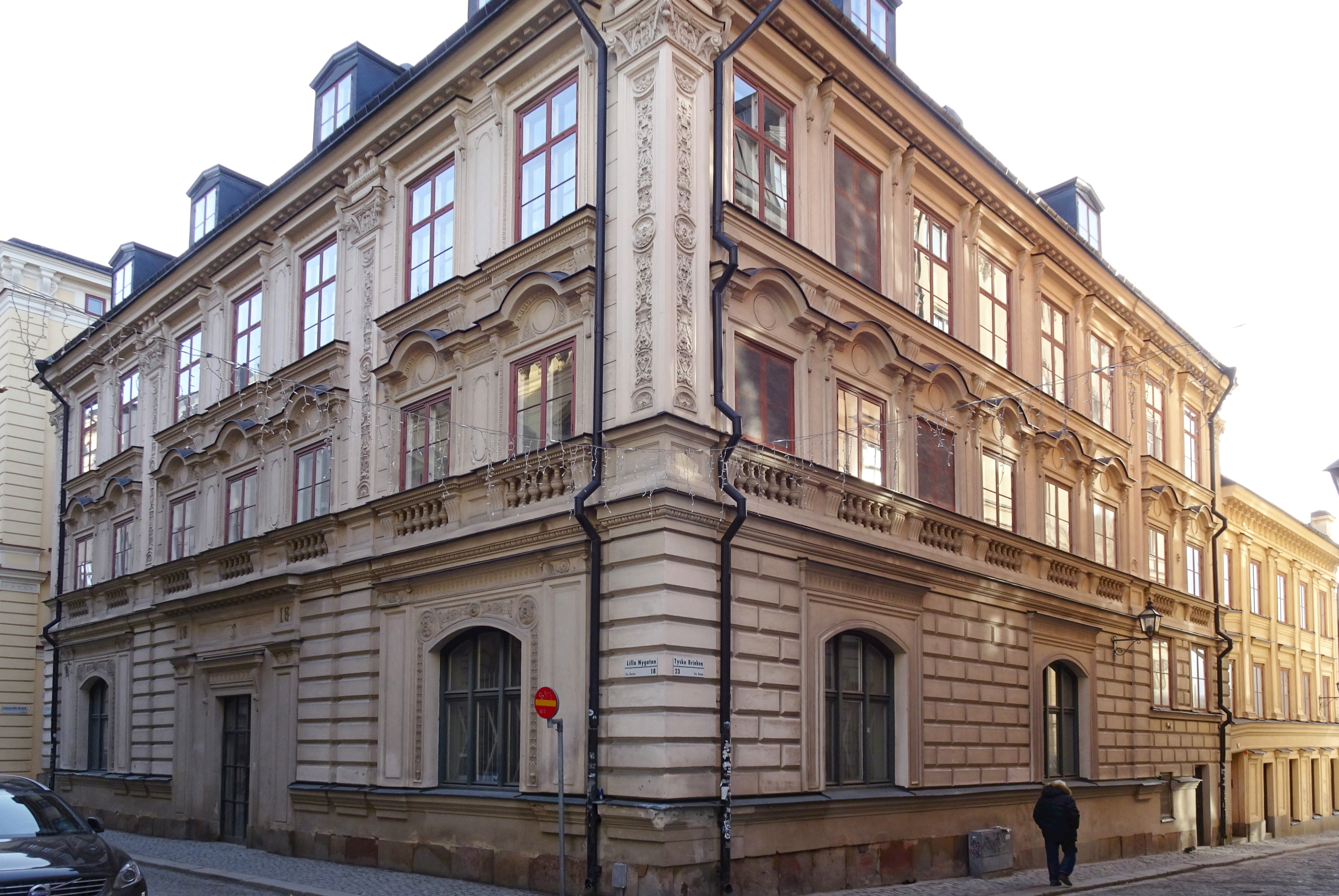
Hörnet mot Lilla Nygatan / Tyska brinken.
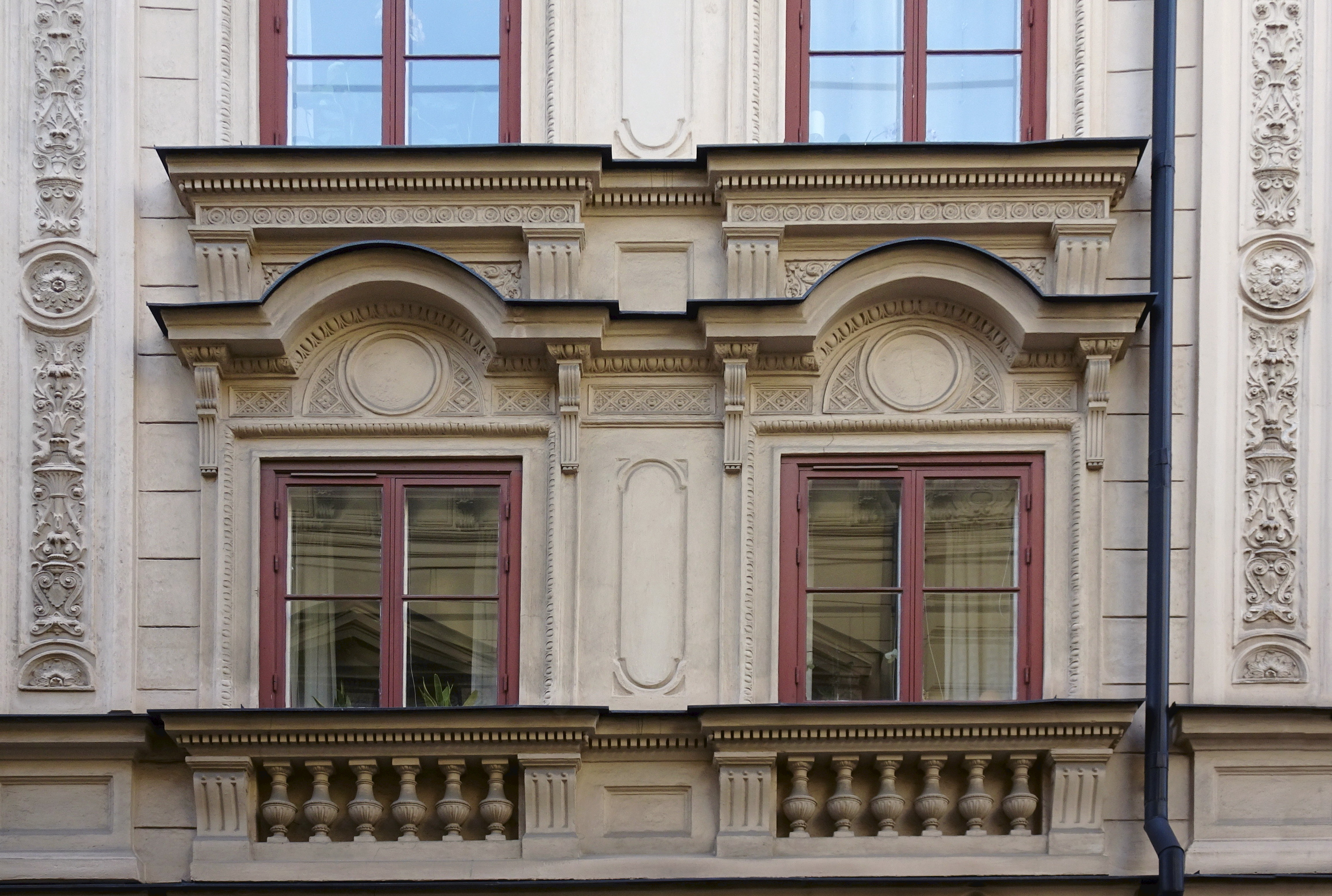
Fasaddetalj mot Lilla Nygatan.
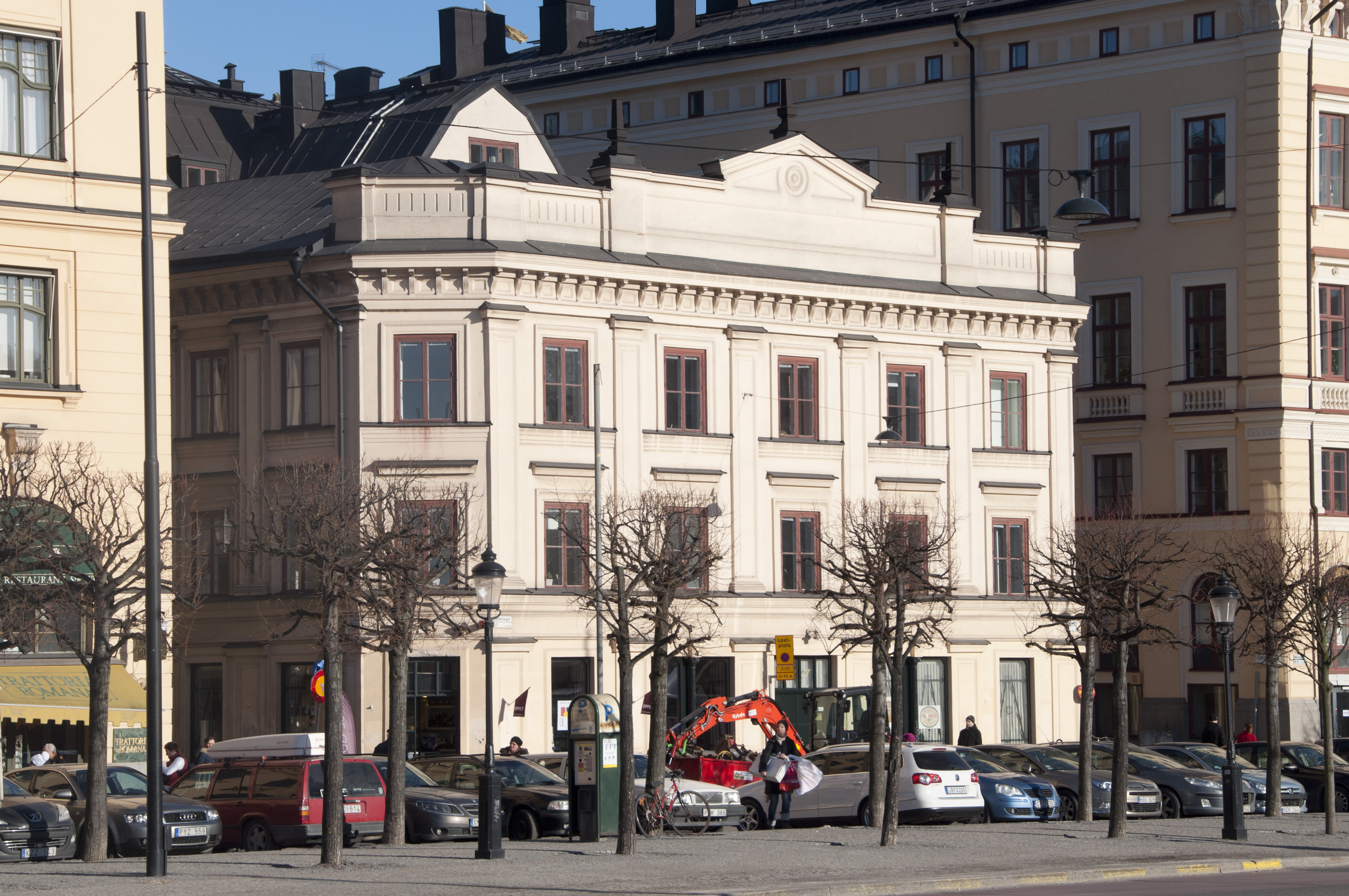
Mälartorget 17, Iason 1.
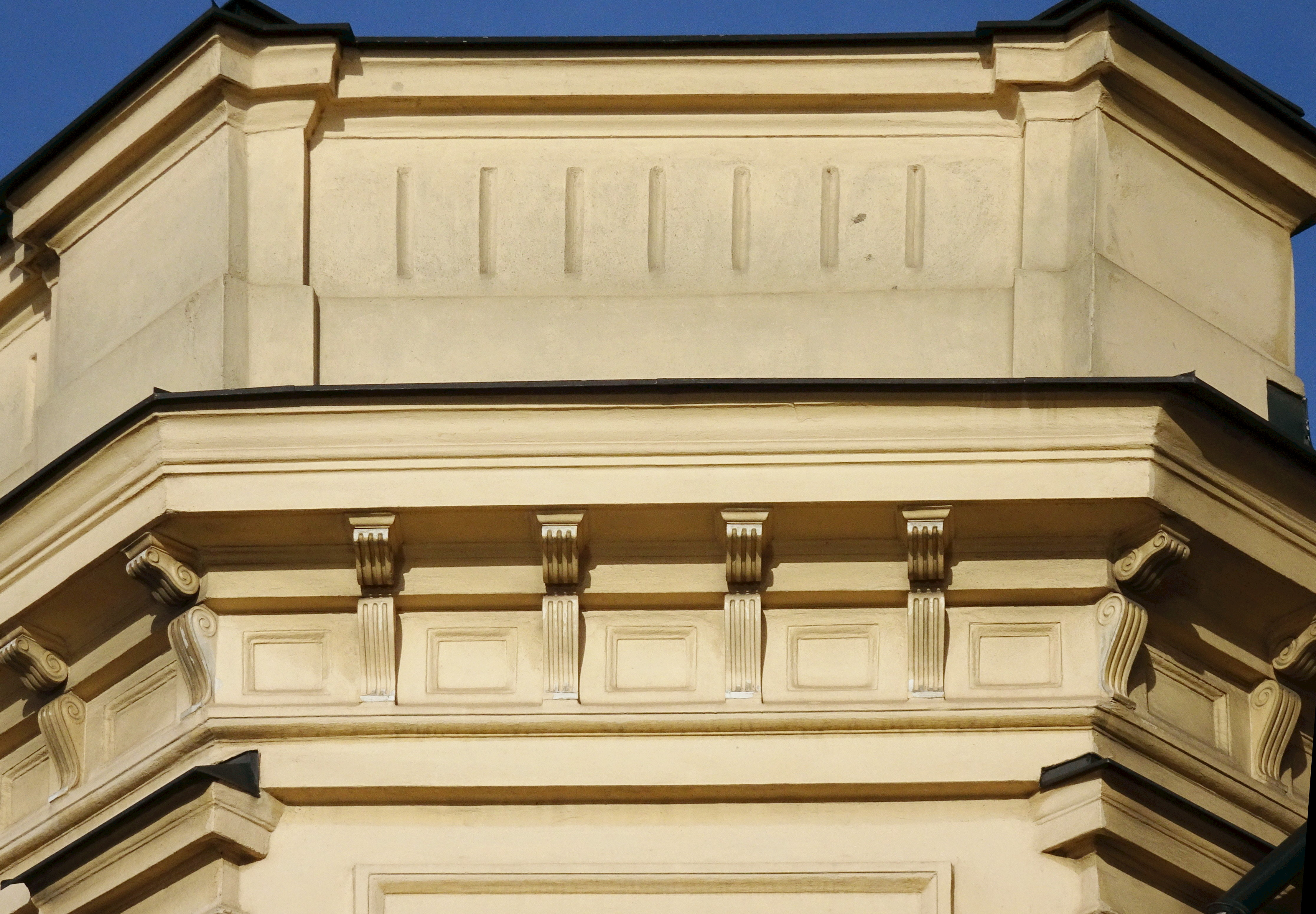
Fasaddetalj mot Mälartorget.
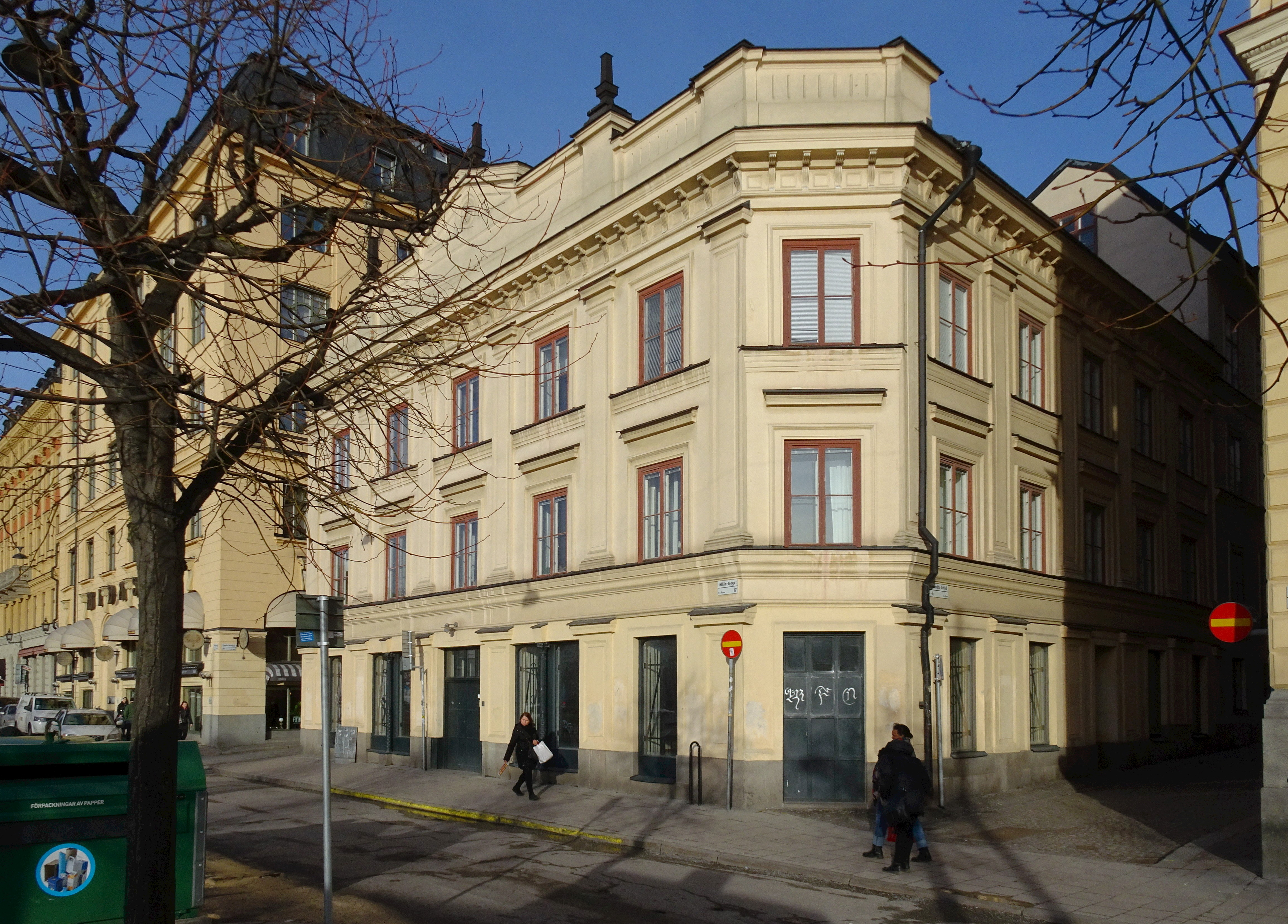
Hörnet mot Lejonstedts gränd.